# Maaike Head
Maaike Christiane Head, född 11 september 1983 i Amsterdam, är en nederländsk roddare.
Head blev olympisk guldmedaljör i lättvikts-dubbelsculler  vid sommarspelen 2016 i Rio de Janeiro.